# Dromiceiomimus
Dromiceiomimus (Dromiceiomimus brevitertius, do latim "imitação de ema") foi uma espécie de dinossauro carnívoro e bípede que viveu no fim do período Cretáceo. Media em torno de 3,5 metros de comprimento, 1,5 metros de altura e pesava entre 100 e 150 quilogramas.
O Dromiceiomimus viveu na América do Norte e seus fósseis foram encontrados em Alberta, Canadá. A princípio acreditou-se tratar de uma espécie do gênero do estrutiomimo, mas posteriormente foram observadas diferenças que fizeram os cientistas reclassificá-lo em um gênero novo.